# Valentin Agapov
Valentin Aleksejevic Agapov, född 13 april 1934 utanför Moskva, död 4 februari 2011 i Malmö,  var en rysk-svensk ingenjör som blev mycket uppmärksammad som avhoppare från Sovjetunionen.
Agapov föddes i en förstad till Moskva som då hette Kaliningrad, sedan 1996 Koroljov. Han var utbildad civilingenjör och arbetade inom det sovjetiska rymdprogrammet. Men den dåliga lönen fick honom att 1970 i stället ta anställning som maskinist inom fiskeflottan. Under en landning i Helsingborg den 23 november 1974 fick han i ett skyltfönster se en färg-TV som visade engelsk ligafotboll. Han hade aldrig sett något liknande och blev stående i beundran. För detta fick han en utskällning av fiskefartygets politiske kommissarie, som hotade med att anmäla honom till KGB. Agapov förstod att detta var allvar, och två dagar senare lyckades han fly från båten och sökte politisk asyl i Sverige. Kvar i Moskva blev frun Ludmilla, dottern Lilia och hans mor Antonina Agapova. Familjen blev känd som landsförrädare och trakasserades under flertal år av såväl politiker som landets invånare och KGB. 
Agapov fortsatte i Sverige att kämpa för ökad uppmärksamhet av förtrycket i Sovjetunionen. Hans långa kamp för att få hit sin dotter och mor blev oerhört uppmärksammad i svensk och amerikansk massmedia. Kampen prydde löpsedel efter löpsedel och gav slutligen resultat. Efter tolv års kamp fick dottern Lilia slutligen komma till Sverige. Men, familjelyckan blev kort. Efter endast tre veckor i Sverige skildes far och dotter, nu bittra fiender.
Hans liv har beskrivits i två böcker, varav en självbiografisk.